# 골학
골학(Osteology)은 골학자(osteologist)에 의해 연구되는 뼈에 관한 학문이다. 해부학, 인류학, 고고학의 분과 학문이기도 하다.
이것은 골학자가 수행하는 뼈에 대한 과학적 연구이다. 해부학, 인류학 및 고생물학의 하위 분야인 골학은 뼈, 골격 요소, 치아, 미세뼈 형태, 기능, 질병, 병리학, 골화 과정(연골 곰팡이에서), 저항 및 경도의 구조에 대한 상세한 연구이다.
골학자는 박물관의 컨설턴트, 연구 실험실의 과학자, 의료 조사 과학자 및 학문적 맥락에서 골 재생물질을 생산하는 회사의 공공 및 민간 부문에서 자주 일한다.

## 같이 보기
- 법의인류학
- 고생물학